# ネイサン・エバーハート
ネイサン・エバーハート（Nathan Everhart, 1988年9月28日 - ）は、アメリカ合衆国イリノイ州シカゴ出身のプロレスラー。。WWEにてジェイソン・ジョーダン（Jason Jordan）のリングネームで所属。首の怪我により2018年1月以降試合を行っておらず、現在はプロデューサーを務めている。

## 来歴

### 学生時代
幼少期よりレスリングを始め、アンドリュー高校を経てインディアナ大学に入学。NCAAで活躍。

### WWE

#### FCW
2011年、WWEとディベロップメント契約を交わし入団。傘下団体であるFCWにてジェイソン・ジョーダン（Jason Jordan）のリングネームでロスター入り。9月30日、ハウスショーにてエイブラハム・ワシントンとタッグを組んでカルバン・レインズ & ビッグ・E・ラングストン戦にてデビューを果たす。
2012年2月よりCJ・パーカーとタッグを組んで活動するようになり、5月にはNXTシーズン6に出場。FCWでは7月13日にパーカーとのタッグでFCWフロリダタッグチーム王座を獲得。NXTではマイク・ダルトンとタッグを組んでフニコ & カマーチョから金星を奪ったが、以降出場機会を失った。FCWがNXTと合併して新生NXTに移行するとテレビショーどころかハウスショーでの出番もなくなってしまった。

#### NXT
2013年7月11日にダークマッチにて久々にリングに立ちモジョ・ローリーと対戦するが敗戦した。同月19日のNXT Liveではパーカーとタッグを組んでエイデン・イングリッシュ & ダニー・バーチと対戦した。10月よりメイソン・ライアンとタッグを結成し、ラクエル・ディアスをマネージャーに従えて活動。ジ・アセンションと抗争するも一度も勝利することができずに終了した。
2014年2月、タッグパートナーをタイ・デリンジャーへと変更し、3月27日のNXTのダークマッチにてニュー・エイジ・アウトローズと対戦した。4月17日、NXTに出場。バロン・カービン & ソーヤー・フルトンと対戦して体格差に苦しんだもののコンビネーションによる連携技を駆使して勝利した。8月7日、NXTタッグ王座次期挑戦者チーム権争奪トーナメント1回戦にてコリン・キャサディ & エンツォ・アモーレと対戦して敗戦。この敗戦をきっかけに徐々にデリンジャーとの関係は悪化するようになりジ・アセンション、ルチャドラゴンズを相手に連敗を重ねてチームは解散。
2015年4月1日、デリンジャーと遺恨戦を行いわずか3分で勝利した。デリンジャーとのタッグ解散後、自分の思い描くようなパートナーが現れず5月28日、自身がバックステージにてパートナー探しをしているとインタビューで答えているところへチャド・ゲイブルが登場。自分はオリンピック出場経験のあるアマレスラーである事をアピールされるが相手にせずに去った。しかし、パートナーを変えるごとに敗戦を続けゲイブルがアピールを繰り返し続けた事に折れて遂にタッグを組む事になり、7月15日にエリアス・サムソン & スティーブ・カトラーと対戦して勝利した事で実力を認めさせる事になった。
2016年1月、ゲイブルとのタッグネームをアメリカン・アルファ（American Alpha）と名付ける。同月27日、ブレイク・アレクサ・マーフィー・ファクター（ブレイク & マーフィー）と対戦。ゲイブルが左脚を徹底的に狙われた攻撃を受け、長時間捕まってしまうがタッチを成立するとスープレックス技を連発して流れを変え、最後にマーフィーにグランド・アンプリテュードを決めて勝利。4月1日、NXT Takeover DallasにてNXTタッグ王座を保持するザ・リバイバル（ダッシュ・ワイルダー & スコット・ドーソン）に挑戦。終盤にゲイブルとドーソンの丸め合いとなっているところに息を吹き返してリングに戻り隙を突いてゲイブルとタッチに成功するとスピアーからグランド・アンプリテュードを決めて勝利。ベルトを奪取した。6月8日、NXT Takeover The Endにてザ・リバイバルとリベンジマッチを行う。序盤より流れを掴むと中盤にはゲイブルと共に両者にアンクルロックを決めるが、レフェリーの隙を突かれて脱出される。そしてゲイブルが捕獲されると甚振られるがタッチに成功して再び流れを取り戻そうとしたところ、最後にシャッター・マシーンを決められ敗戦。試合後にはオーサーズ・オブ・ペイン（ギジム・セルマーニ & サニー・ディンサ）により襲撃を受けた。

#### WWE
2016年7月19日、WWE・SmackDown Liveにてドラフトが行われ、5巡目でアメリカン・アルファとしてSmackDown Liveに指名された。12月27日、SmackDown Liveにてフェイタル4wayイリミネーションマッチ形式によるWWEスマックダウンタッグ王座戦に出場。中盤にゲイブルがウーソズのジェイ・ウーソとのフォール合戦を制すると王者チームであるワイアット・ファミリー（ランディ・オートン & ルーク・ハーパー）と決着戦を行う。終盤にロープ際でオートンよりパントキックからRKOを喰らい窮地に陥るが、ゲイブルがポストに登りオートンを誘導するとオートンが場外よりアシストしようとしたハーパーを叩き落としたのをきっかけに形成逆転。最後にグランド・アンプリテュードを決めて勝利。ベルトを奪取した。
2017年7月17日、RAWにてカート・アングルがリング上でマイクアピールを行い、新たなRAW所属のメンバーとしてクラリオン大学ペンシルベニア校に在籍していた時代に付き合っていた彼女との間にできた子供という呈のギミックで呼ばれ登場。リングに上がるとアングルと抱擁を交わした。同月24日、RAW移籍後の初試合でアングルがバックステージで見守る中、カート・ホーキンスと対戦。試合を優位に進めるが中盤に反撃を受け挑発されると怒り、ベリー・トゥ・ベリーからスピアー、そして最後にベリー・トゥ・バック・ネックブリーカーを決めて勝利した。12月25日、セス・ロリンズと組んでWWEロウタッグ王座を保持するザ・バー（セザーロ & シェイマス）に挑戦。終始自身が捕まり苦戦する展開が続く中、終盤に場外での攻防となり、ロリンズがセザーロにスーパー・アッパーカットを喰らってしまう。直後にリングに上がったセザーロに対してベリー・トゥ・バック・ネックブリーカーを決めて勝利。ベルトを奪取。試合後には父親であるアングルがバックステージより駆けつけて抱擁を交わした。

## 得意技

### フィニッシュ・ホールド
ジョーダン・スラム
カート・アングルのアングルスラムと同型技。
ベリー・トゥ・バック・ネックブリーカー
バックドロップの体勢で相手を抱え込み、宙に浮きあがった相手の体から手を離して即座に首を捕らえながらネックブリーカーを決める。
アンクル・ロック

### 打撃技
エルボー
ナックルパート
ドロップキック

### 投げ技
スープレックス
スーパープレックス
ダブルアンダーフックDDT
ベリー・トゥー・ベリー
ノーザンライト・スープレックス
ジャーマンスープレックス
通常、3連続ジャーマンスープレックスを使用。

### 関節技
テキサスクローバーホールド

### 合体技
スカイハイ・ブルドッギング・ヘッドロック
チャド・ゲイブルとの合体技。ジョーダンが相手に肩車に担ぎ上げゲイブルがトップロープからダイビング・ブルドッギング・ヘッドロックを決める。
グランド・アンプリテュード
チャド・ゲイブルとの合体技。自身がベリー・トゥー・ベリーの体勢で相手を宙へ投げるとゲイブルがジャンプして側面から相手を抱えてベリー・トゥ・バックを決める。

## 獲得タイトル

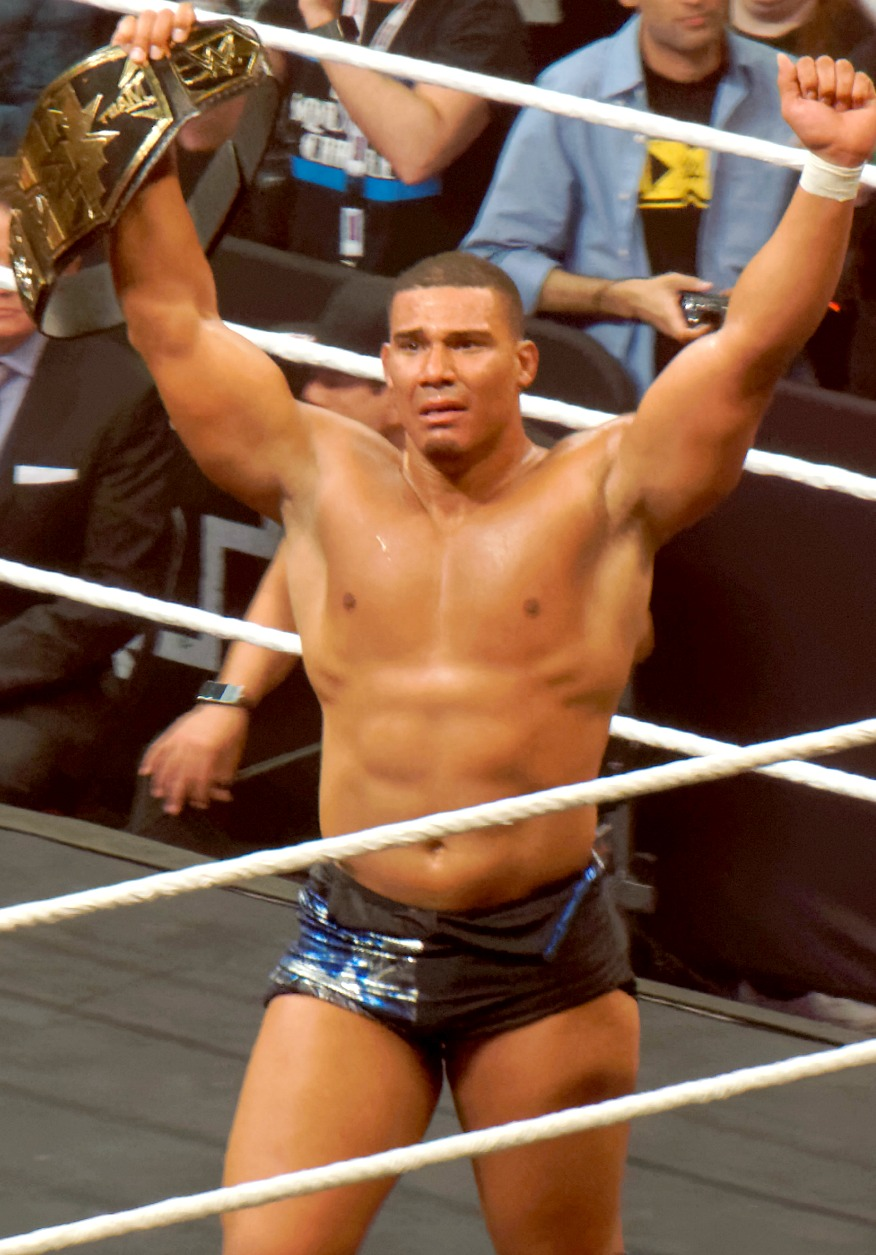
NXTタッグ王座

WWE
- WWEロウタッグ王座 : 1回

w / セス・ロリンズ
- WWEスマックダウンタッグ王座 : 1回

w / チャド・ゲイブル
- NXTタッグ王座 : 1回

w / チャド・ゲイブル
FCW
- FCWフロリダタッグチーム王座 : 1回

w / CJパーカー

## 入場曲
- The Heist - Dj Big Mike
- Hollow Tip In The Clip - Rudiment The Producer
- Guitar Fire B - Peter Kellert
- Elite - CFO$
- Next Genaration of Great - CFO$ feat J-Frost - 現在使用中